# Unai Ziarreta
Unai Ziarreta Bilbao (Munguía, 21 de mayo de 1970) es un político y abogado español de ideología nacionalista vasca y socialdemócrata. Fue presidente de Eusko Alkartasuna (EA) de 2007 a 2009.

## Formación
Unai Ziarreta comenzó su formación en el seminario Resurrección María de Azkue de Derio (Vizcaya), en el que cursó el bachiller, y posteriormente se licenció en Derecho en la Universidad del País Vasco. Ziarreta es también diplomado en Práctica Jurídica por la Escuela de Práctica Jurídica "Pedro Ibarretxe", en colaboración con la Universidad de Deusto.

## Trayectoria profesional
Tras licenciarse en Derecho, Unai Ziarreta ejerció profesionalmente la abogacía entre 1995 y 2001. A partir de 2002 su trabajo se vinculó a la política, primero como asesor jurídico del gabinete del consejero del Departamento de Ordenación del Territorio y Medio Ambiente del Gobierno Vasco, el miembro de EA Sabin Intxaurraga. Después, en mayo de 2003, asumió la Dirección de Estudios y Régimen Jurídico del Departamento de Educación, Universidades e Investigación del Gobierno Vasco, dirigido por la consejera de EA Anjeles Iztueta.

## Trayectoria política
La carrera política de Unai Ziarreta ha estado siempre ligada a Eusko Alkartasuna. En 1999 fue elegido compromisario para el V Congreso de EA, celebrado en Pamplona. Entre 2002 y 2003 coordinó los grupos parlamentarios de Eusko Alkartasuna en las Cortes Generales en los parlamentos vasco y navarro.
Su primer cargo electo lo obtuvo en 2003. En las elecciones municipales celebradas el 25 de mayo de dicho año fue elegido concejal en Munguía, su localidad natal, puesto en el que permaneció tras los comicios celebrados en 2007.
Su ascenso en el partido continuó. En noviembre de 2003 presidió la mesa del VI Congreso de EA celebrada en Bilbao. En dicho congreso fue elegido Secretario General de EA. En las siguientes elecciones autonómicas, celebradas el 17 de abril de 2005, en las que EA se presentó de nuevo en coalición con el Partido Nacionalista Vasco, Ziarreta fue el primer candidato de EA en la lista conjunta EA/PNV presentada en Guipúzcoa. Fue elegido parlamentario por dicho territorio y desde ese momento ejerció de portavoz del grupo parlamentario de Eusko Alkartasuna en el Parlamento Vasco, presidiendo la Comisión de Asuntos Europeos y Acción Exterior de dicha cámara durante la VIII legislatura (2005-2009).
En el VII Congreso de EA celebrado en San Sebastián en diciembre de 2007 fue elegido presidente de Eusko Alkartasuna.
En las elecciones al Parlamento Vasco de 2009, fue el candidato a lendakari y cabeza de lista por Vizcaya de Eusko Alkartasuna. Sin embargo, su partido sufrió una debacle, obteniendo solo un escaño (el de Guipúzcoa), sin que Ziarreta lograra revalidar su acta de diputado. Tras la derrota, Ziarreta puso su cargo a disposición del partido.

## Ideología
Se muestra marcadamente soberanista y es partidario de una educación multilingüe y contrario a la Ley de Partidos. Se posiciona a favor del TAV y pide la mejora de la red ferroviaria y la transferencia del tren de cercanías. Desde 2005 es miembro del Consejo Vasco del Movimiento Europeo, que tiene por objetivo promover la integración europea.